# Socjalistyczna Partia Kraju Basków – Baskijska Lewica

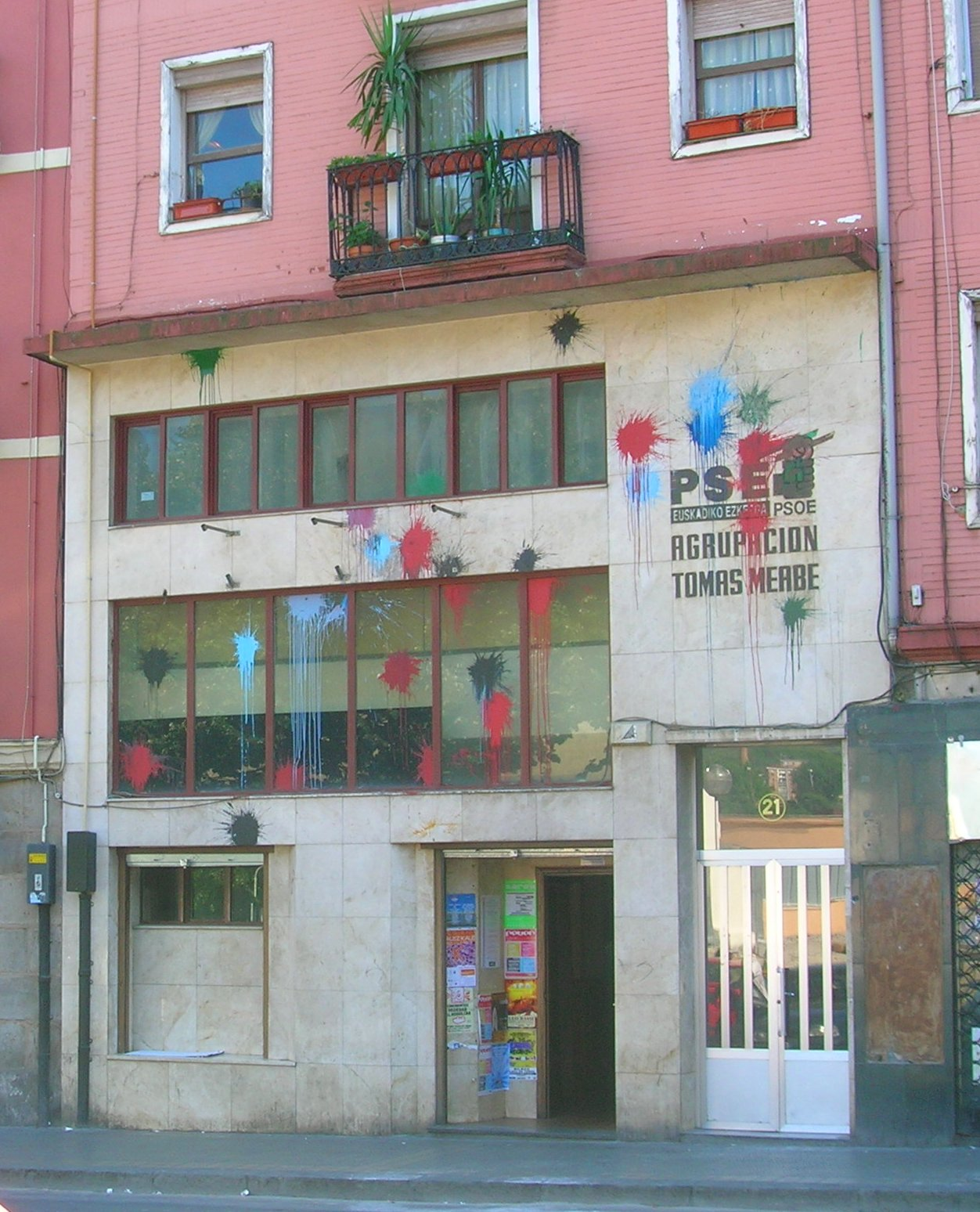
Siedziby koalicji PSE-EE są często obiektem wandalizmu ze strony nacjonalistów jak ten w Bilbao

Socjalistyczna Partia Kraju Basków – Baskijska Lewica lub PSE-EE (bask.:Euskadiko Alderdi Sozialista – Euskadiko Ezkerra) – skonfederowana część Hiszpańskiej Socjalistycznej Partii Robotniczej (PSOE) działającej na terenie Kraju Basków. Partia powstała w 1977 roku po śmierci generała Francisco Franco i demokratyzacji ustroju w Hiszpanii. Filie partii znajdują się w Guipúzcoa, Vizcaya oraz Araba. Przed rokiem 1982 partia posiadała również filie w Nawarze jednak w tym roku powstała tam osobna partia o nazwie Socjalistyczna Partia Nawarry (PSN). PSE posiada bliskie związki z partią Euskadiko Ezkerra (EE) będącym jednym z przedstawicieli promujących baskijski nacjonalizm. Na początku 1991 roku obie partie założyły koalicje stając się w 1993 główna siłą w regionie Baskijskim. Między 1998–2002 obie partie przygotowały się do połączenia które nastąpiło w 2002 roku kiedy zarząd obu partii wybrał Patxiego Lópeza na sekretarza generalnego połączonych partii.
Po wyborach z 2009 roku koalicja PSE-EE jest obecnie drugą pod względem wielkości partią w Kraju Basków po Nacjonalistycznej Partii Basków (z historii wyborów w tym regionie wynika, że PSE zajmuje drugie lub trzecie miejsce w wyborach, a jej pozycja jest zależna od wyniku uzyskanego przez Partię Ludową).